# Bedla polonahá
Bedla polonahá (Cystolepiota seminuda) je nejedlá houba z čeledi pečárkovitých.

## Synonyma
- Agaricus seminudus Lasch,  1828
- Cystoderma seminudum (Lasch) Singer
- Cystolepiota seminuda var. sororia (Huijsman) Gminder,
- Cystolepiota sistrata var. minima (J.E. Lange)
- Cystolepiota sororia (Huijsman) Singer, 1973
- Lepiota seminuda (Lasch) Gillet,  1871
- Lepiota seminuda f. minima J.E. Lange, 1935
- Lepiota sistrata f. minima (J.E. Lange) Babos,  1958
- Lepiota sistrata var. minima (J.E. Lange)
- Lepiota sororia Huijsman, 1960